# Хелрейзър: Кръвна връзка
„Хелрейзър: Кръвна връзка“ (на английски: Hellraiser: Bloodline) е американски научнофантастичен-хорър филм, създаден по мотиви от произведения на Клайв Баркър. Филмът е четвърта част от поредицата „Хелрейзър“, създала един от емблематичните хорър герои Пинхед (Pinhead). Ролята на Пинхед в 8 части от поредицата изпълнява актьорът Дъг Брадли.